# Edmund Ernest García
Edmund Ernest Garcia (25 mars 1905 - 2 novembre 1971) est un contre-amiral de la marine américaine qui commandait le destroyer d'escorte USS Sloat pendant la Seconde Guerre mondiale et a participé aux invasions de l'Afrique du Nord, de la Sicile et de la France.